# بيل موراي (رسام كارتون)
بيل موراي (بالإنجليزية: Bill Murray)‏ هو رسام كارتون أمريكي، ولد في 1955.

## وصلات خارجية
- الموقع الرسمي